# Florian Andrzejewski
Florian Andrzejewski (* 16. Februar 1950 in Rostarzewo; † 18. Juni 1989 in Posen) war ein polnischer Radrennfahrer und nationaler Meister im Radsport.

## Sportliche Laufbahn
Andrzejewski war im Straßenradsport aktiv. Er gewann die polnische Meisterschaft im Einzelzeitfahren 1976 vor Czesław Lang. 1972, 1975 und 1977 wurde er Dritter. 1972 und 1975 holte er einen Etappensieg im Rennen Dookola Mazowsza. In der Polen-Rundfahrt holte 1974 einen Etappensieg. Polnischer Vize-Meister im Straßenrennen wurde Andrzejewski 1977 hinter Tadeusz Zawada. Die Tour of Malopolska 1978 beendete er als Zweiter und die Jugoslawien-Rundfahrt auf dem 10. Rang. In jener Saison siegte Andrzejewski im Etappenrennen Memorial Colonel Skopenko.